# ФК Дижон
Фудбалски клуб Дижон (фр. Dijon Football Côte d'Or) француски је фудбалски клуб из Дижона. Домаће утакмице клуб игра на стадиону Гастон Жерар капацитета 15.995 места.

## Историја
Основан је 1998. године када су се спојила два локална клуба из града. У Прву лигу Француске су први пут ушли сезоне 2011/12. када су одмах били испали, али су се 2016. године вратили у највиши ранг француског фудбала. Четири кола пре краја сезоне 2020/21. остали су без шансе да остану у лиги поразом од Рена 25. априла 2021. године.